# Landes montagnardes éthiopiennes
Localisation
L'écorégion des landes montagnardes éthiopiennes correspond à la partie la plus haute des plateaux d'Éthiopie, entre 3 000 et 4 500 mètres. Elle couvre, de manière discontinue, un peu plus de 25 000 km2.
Avec l'écorégion qu'elle surmonte, celle des prairies et forêts claires d'altitude éthiopiennes, elles forment l'écorégion combinée des hauts plateaux éthiopiens, inscrite dans la liste Global 200 des zones exceptionnelles, prioritaires en matière de conservation.

## Présentation
La zone, qui correspond géographiquement à celle des plateaux d'Éthiopie, est faite de dépôts volcaniques datant d'environ 75 millions d'années, soulevés par la formation de la vallée du Rift, et la couche supérieure est constituée de nitosols et de lithosols. Au cours de la dernière période glaciaire, les zones les plus élevées étaient recouvertes de glace et la végétation était montagnarde, rappelant la toundra eurasienne. Avec le réchauffement, la végétation afro-alpine caractéristique s'est retrouvée restreinte aux plus hautes altitudes, supérieures à 3 000 m. L'ensemble fait partie de l'archipel afromontagnard.
Elle présente un endémisme important, mais une diversité biologique plus faible que d'autres zones d'afromontane.

## Flore

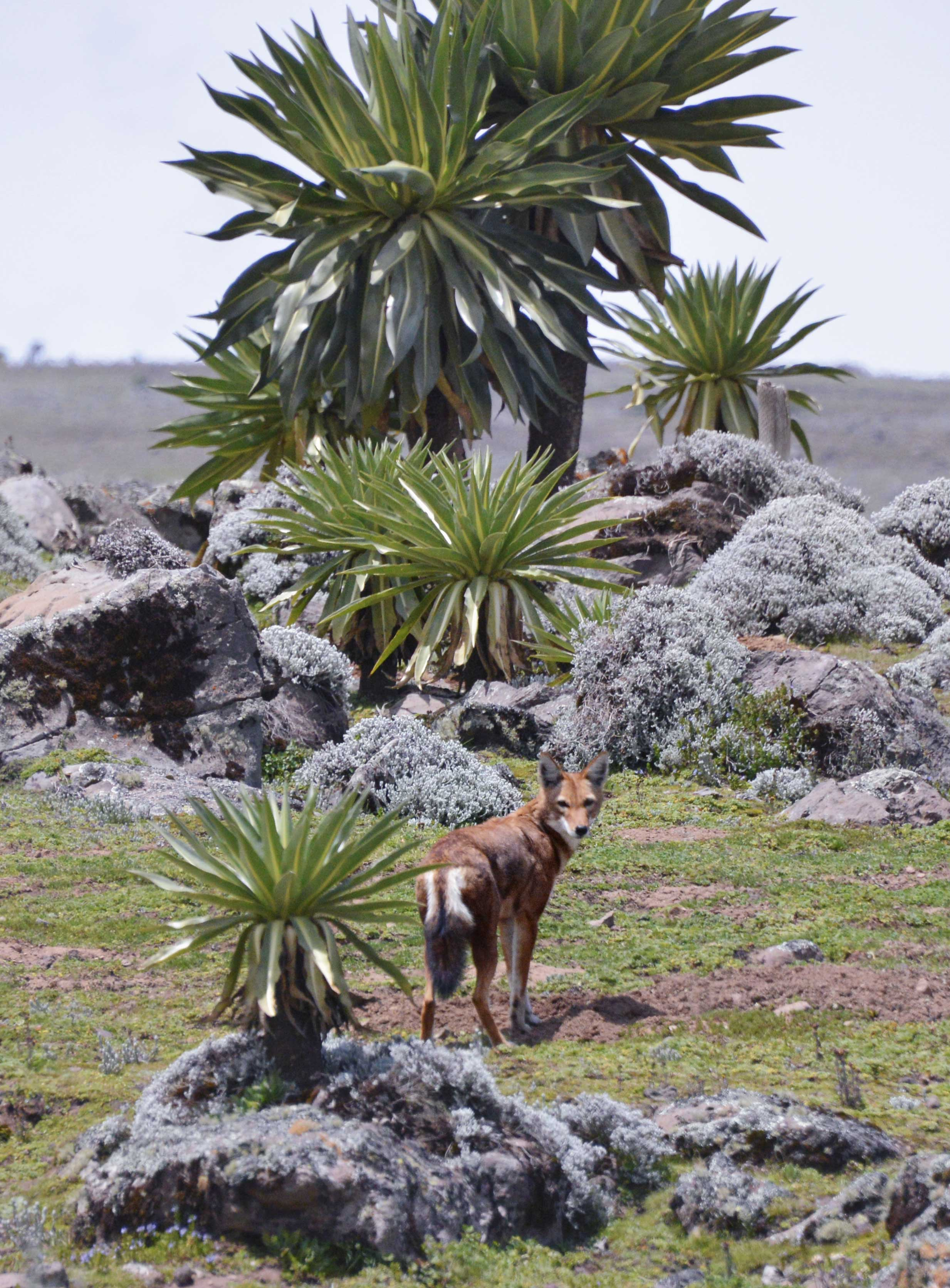
Loup d'Abyssinie et Lobelia rhynchopetalum.

La végétation typique comprend une espèce de Lobelia géante (Lobelia rhynchopetalum) et des couverts végétaux faits de bruyères du genre Erica. 
La majeure partie des plantes présentent des caractéristiques xéromorphiques leur permettant de limiter leur transpiration. D'autres adaptations aux conditions comprennent notamment le gigantisme (Lobelia géante), qui touche aussi la faune.

## Faune
Le loup d'Abyssinie, rare et menacé, est un mammifère endémique (du plateau Sanetti) ; sa proie, le rat-taupe géant est, lui aussi, endémique du même endroit. D'autres rongeurs sont endémiques ou quasi-endémiques (Megadendromus nikolausi, Stenocephalemys albocaudata, Stenocephalemys griseicauda, Lophuromys melanonyx…).
L'écorégion est un important habitat aviaire, la présence d'eau sous forme de lacs et de ruisseaux lui permettant d'être une étape dans la migration des oiseaux du paléarctique. Elle sert notamment de zone de reproduction à trois espèces du paléarctique (l'aigle royal (Aquila chrysaetos), le Crave à bec rouge (Pyrrhocorax pyrrhocorax) et le Tadorne casarca (Tadorna ferruginea)).

## Protection
D'importantes zones sont protégées grâce aux parcs naturels du Simien et du massif du Balé. Les zones non protégées sont peu modifiées, la haute altitude de l'écorégion limitant son intérêt pour l'agriculture et le pâturage. La menace la plus importante est cependant anthropique, la construction de routes en facilitant l'accès (il y a ainsi, par exemple, compétition entre les chiens domestiques introduits par l'homme et le loup d'Abyssinie).
En second lieu, les conditions, notamment dans le parc du Simien, sont de plus en plus sèches depuis les années 1960, ce qu'on ne sait pas encore attribuer à un effet local ou à un effet global du dérèglement climatique.